# Teara contraria
Teara contraria är en fjärilsart som beskrevs av Walker. Teara contraria ingår i släktet Teara och familjen tandspinnare. Inga underarter finns listade i Catalogue of Life.